# Edoson Silva Martins
Edoson Silva Martins (nacido el 16 de marzo de 1974) es un exfutbolista brasileño que se desempeñaba como centrocampista.
Jugó para clubes como el Kashima Antlers (1994).

## Trayectoria

### Clubes
| Club            | País  | Año  |
| --------------- | ----- | ---- |
| Kashima Antlers | Japón | 1994 |

## Estadística de carrera

### J. League
| Club            | Año   | J. League | J. League | Copa J. League | Copa J. League | Total | Total |
| Club            | Año   | Part.     | Goles     | Part.          | Goles          | Part. | Goles |
| --------------- | ----- | --------- | --------- | -------------- | -------------- | ----- | ----- |
| Kashima Antlers | 1994  | 19        | 0         | 0              | 0              | 19    | 0     |
| Total           | Total | 19        | 0         | 0              | 0              | 19    | 0     |